# Ulla Popken

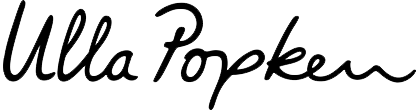
Logo bis 2022

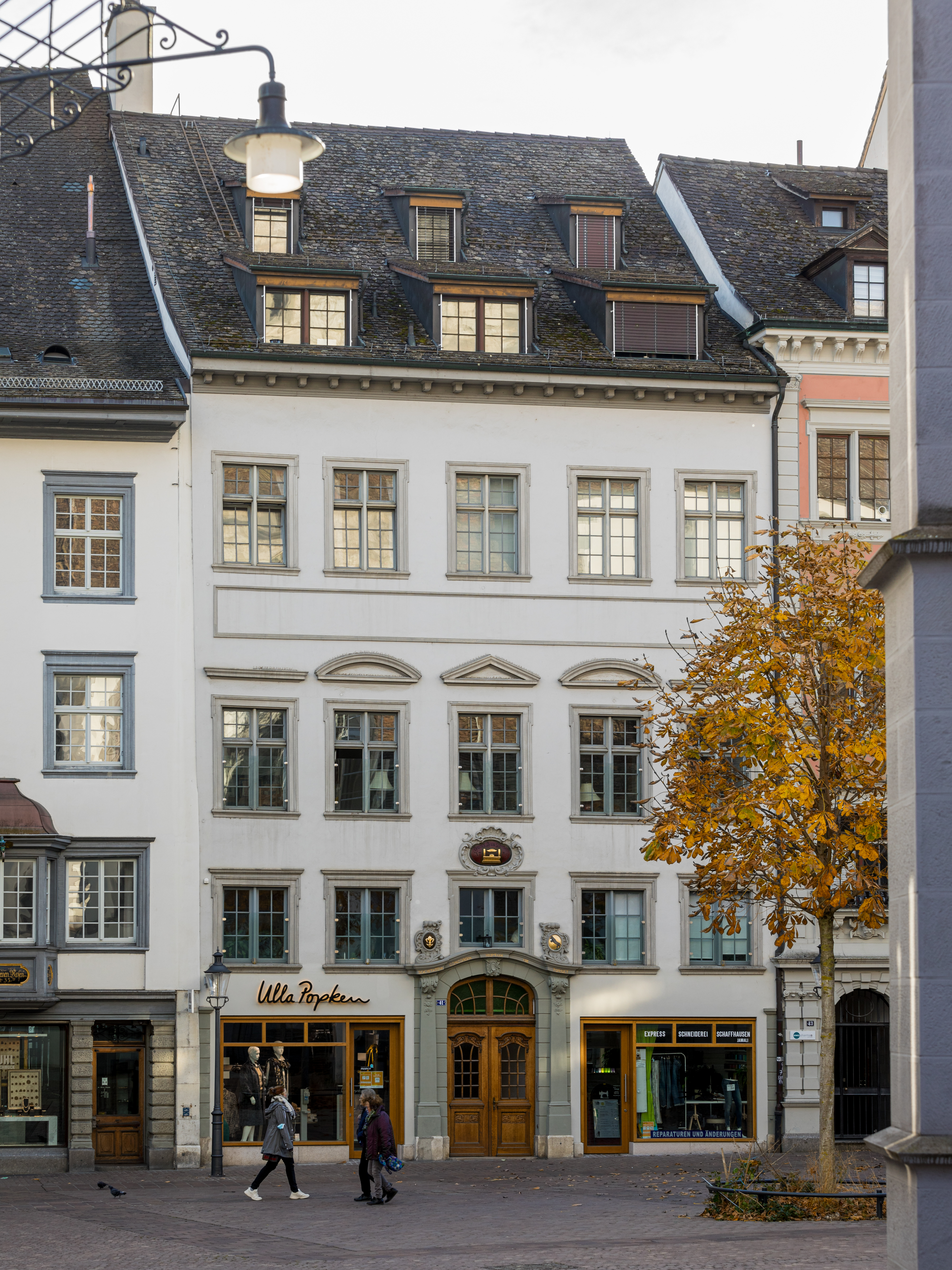
Filiale in Schaffhausen

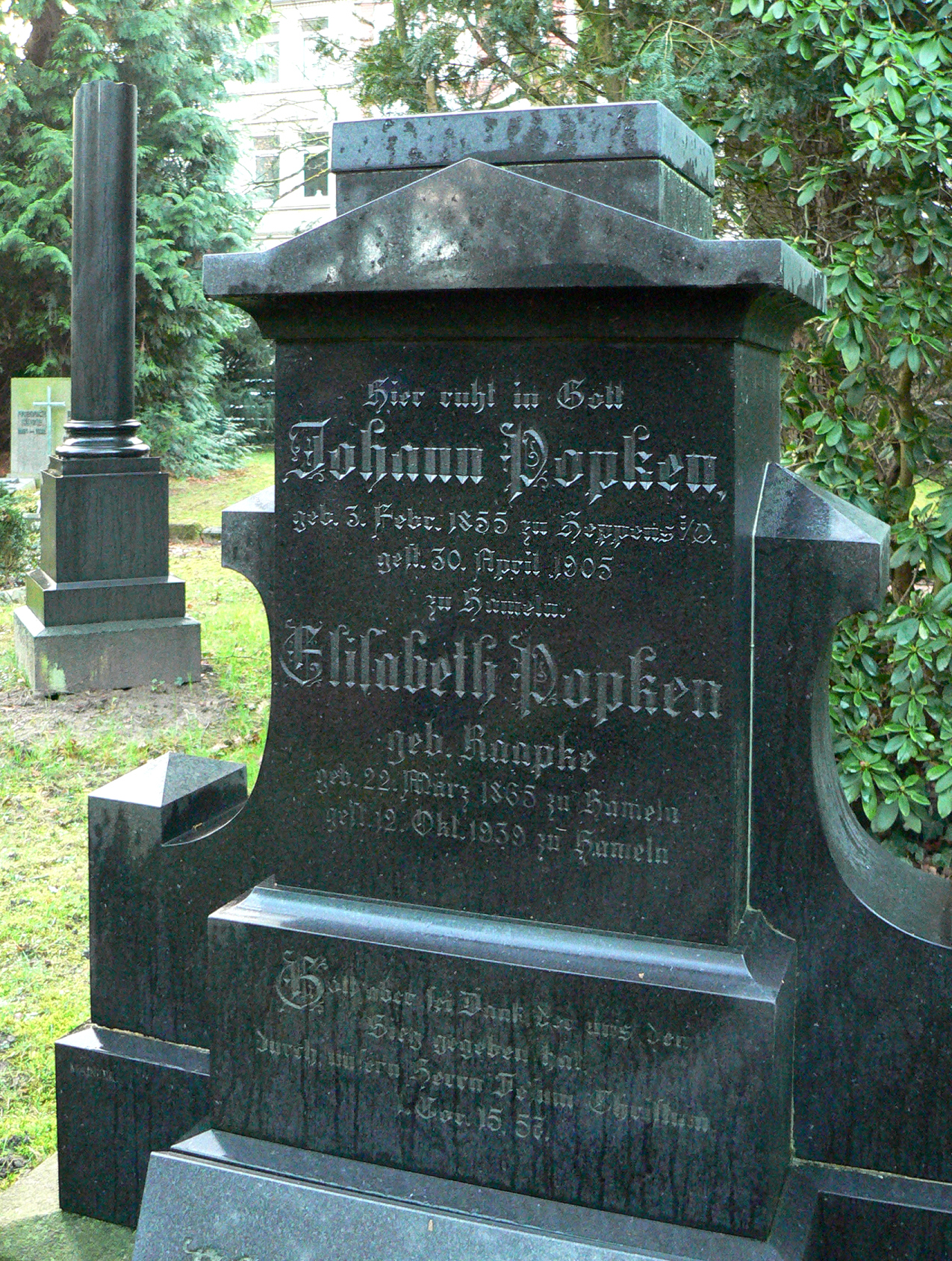
Grabstein des Unternehmensgründers Johann Popken in Hameln

Die Ulla Popken GmbH ist ein internationales Modeunternehmen aus Hahn-Lehmden (Gemeinde Rastede), das Damenmode in großen Größen über Versandhandel, das Internet, eigene Filialen und über Franchise-Partner vertreibt. Mit einem Jahresumsatz von 250 Millionen Euro stand das Unternehmen im Jahr 2005 an 24. Stelle der größten Versandhäuser Deutschlands.

## Unternehmensgeschichte
Johann Popken (1855–1905) gründete 1880 in Hameln das Textilhaus Popken. Sein Enkelsohn Friedrich Popken (1940–2024) eröffnete 1968 zusammen mit seiner Ehefrau Ursula in Oldenburg unter dem Namen „Mami & Baby“ sein erstes eigenes Geschäft für Umstandsmoden und Babyausstattungen. 1977 entstand das Konzept für bundesweite Filialketten für Umstandsmoden. Schon im Folgejahr gab es drei Spezialgeschäfte für Umstandsmoden in Bremen, Hamburg und Hannover. 
1984 war Popken dann Franchisegeber für Umstandsmodengeschäfte. Dies war die Grundlage für den Einstieg in den Versandhandel. Dieser Schritt führte zur Marktführerschaft unter den Umstandsmodenspezialisten in Deutschland. Da immer mehr junge Frauen, die gar nicht schwanger waren, sondern nirgendwo Mode in ihrer Größe finden konnten, zu Kundinnen wurden, setzte man alles daran, diesen Nischenmarkt zu erschließen, und ließ die Firma „Ulla Popken, Junge Mode ab Größe 42“ am 1. März 1987 im Handelsregister eintragen. Ebenfalls im Jahr 1987 wurden die ersten zehn Geschäfte dieser Art eröffnet. Am 11. März 2008 wurde der Generationswechsel eingeleitet. Friedrich Popken übergab die Mehrheit seiner Anteile an seine Tochter Astrid und seinen Schwiegersohn Thomas Schneider. Seit dem 1. Juli 2008 ist Schneider im Unternehmen als geschäftsführender Gesellschafter tätig. Mittlerweile gibt es über 300 Filialen, zudem Versand- und Internethandel.
Neben der Marke „Ulla Popken“ gehört auch die Herrenmarke „JP 1880“, benannt nach dem Gründer Johann Popken, zum Unternehmen. Auch sie wird in eigenen Filialen, dem Katalog und online vertrieben. Zum 1. Januar 2012 hat Ulla Popken die Buddelei Mode GmbH & Co. KG mit Sitz in Oldenburg übernommen. Das Unternehmen wird unter der neuen Firma Gina Laura GmbH & Co. KG fortgeführt. 2013 wurde das Unternehmen von Textilwirtschaft als TopShop Stationär ausgezeichnet, dabei mit Bronze in der Kategorie Beratungsleistung und Gold in der Kategorie Service. Im Mai 2013 wurde in Berlin die erste Kollektion zusammen mit Designer Harald Glööckler vorgestellt.
Seit 2015 werden in Kooperation mit JP 1880 und der Miss Germany Corporation die Miss & Mister Plus Size Germany gesucht.
2016 wurde im Rahmen der ersten Plus-Size-Model-Castingshow Curvy Supermodel – Echt. Schön. Kurvig das Gesicht der Winterkampagne 2016 des jungen Labels Studio Untold von Ulla Popken gesucht. Als Gewinnerin wurde Céline Denefleh ausgewählt.